# Fratellanza Sportiva Sestrese 1919-1920
Questa pagina raccoglie le informazioni riguardanti la Fratellanza Sportiva Sestrese nelle competizioni ufficiali della stagione 1919-1920.

## Rosa
| N. |                   | Ruolo | Calciatore    |
| -- | ----------------- | ----- | ------------- |
|    | Italia (bandiera) | P     | Arzani        |
|    | Italia (bandiera) | P     | Balbi         |
|    | Italia (bandiera) | P     | Cipriani      |
|    | Italia (bandiera) | P     | Pastorino     |
|    | Italia (bandiera) | D     | Bedogni       |
|    | Italia (bandiera) | D     | Bogliolo      |
|    | Italia (bandiera) | D     | Gavioli       |
|    | Italia (bandiera) | D     | Santinoli (C) |
|    | Italia (bandiera) | C     | Ribatto       |
|    | Italia (bandiera) | C     | Aloise        |
|    | Italia (bandiera) | C     | Carlaita      |

| N. |                   | Ruolo | Calciatore |
| -- | ----------------- | ----- | ---------- |
|    | Italia (bandiera) | C     | Bognano    |
|    | Italia (bandiera) | A     | Olcese     |
|    | Italia (bandiera) | A     | Massino    |
|    | Italia (bandiera) | A     | Bozzi      |
|    | Italia (bandiera) | A     | Longo      |
|    | Italia (bandiera) | A     | Sesia      |
|    | Italia (bandiera) | A     | Graziani   |
|    | Italia (bandiera) | A     | Bozzano    |
|    | Italia (bandiera) | A     | Multedo    |
|    | Italia (bandiera) | A     | Merello    |
|    | Italia (bandiera) | A     | Verga      |